# Alan Parsons
Alan Parsons (Londres, 20 de diciembre de 1948) es un ingeniero de sonido, productor musical, compositor, cantante y músico británico. Participó en la producción de discos significativos de la historia de la música popular del siglo XX como Abbey Road y Let It Be de The Beatles o The Dark Side of the Moon de Pink Floyd.
Entre mediados de los años 1970 y 1990, con la creación junto a Eric Woolfson de The Alan Parsons Project, obtuvo gran popularidad y éxito comercial. Ha sido nominado en 13 ocasiones, y obtenido un galardón, en diferentes ceremonias de los premios Grammy.

## Biografía

### Primeros años
De niño Alan Parsons mostró un gran talento musical. Aprendió a tocar el piano, la guitarra y la flauta. 

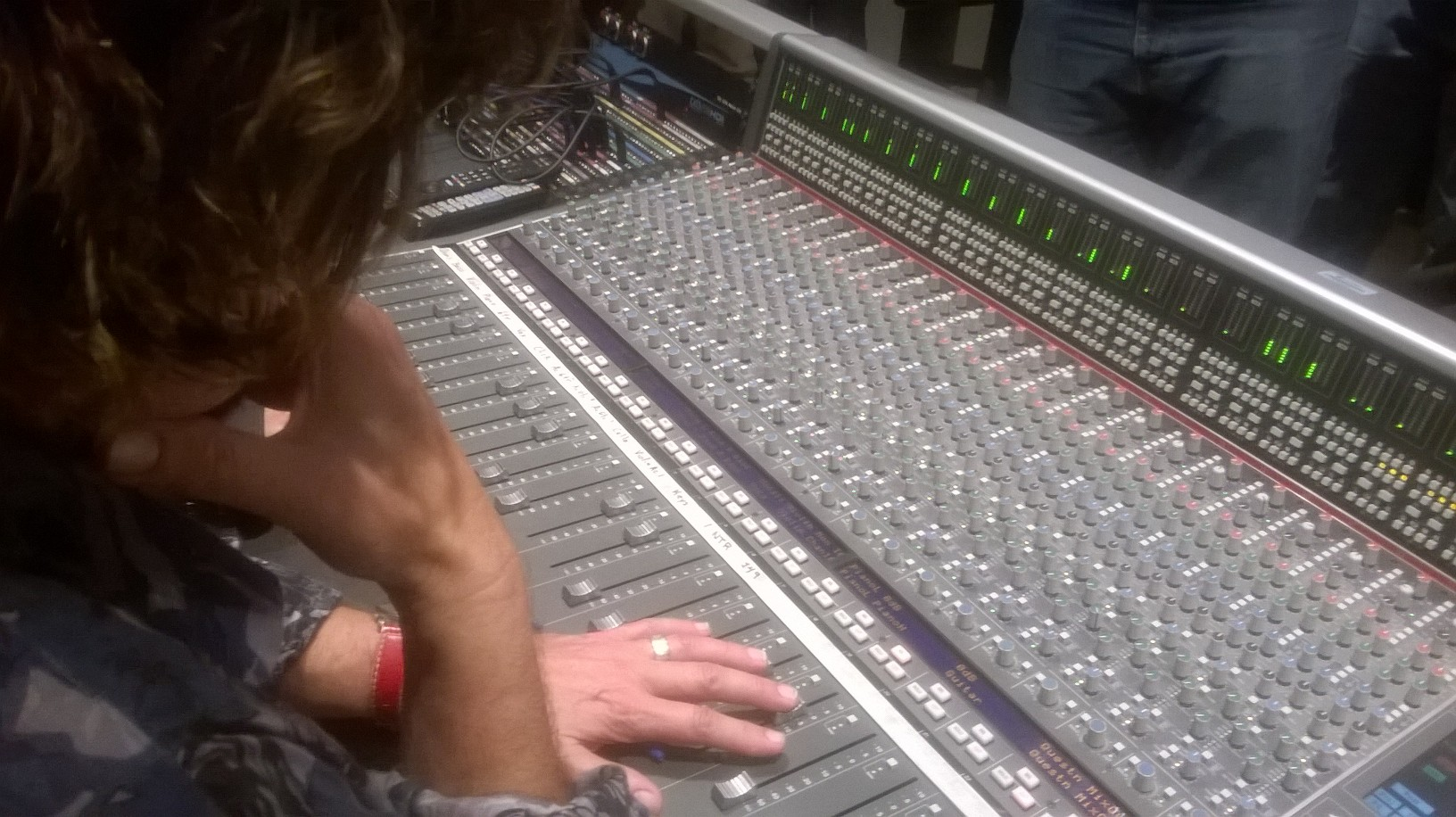
Alan Parsons en el Parque Tecnológico de Monterrey (México)

Su pasión por la música le llevó, tras una etapa en la BBC, a ser ingeniero de grabación en los estudios EMI y más tarde en los estudios Abbey Road en donde participó como asistente de grabación en el álbum Abbey Road (1969) de los Beatles y en el último álbum del grupo Let It Be (1970). Como curiosidad en la última aparición pública de los Beatles en la azotea de un edificio londinense mientras interpretaban Get Back se puede ver como Parsons está realizando las labores de técnico de sonido.

"Fue el sueño hecho realidad. (...) Fue la base sobre la que se desarrolló mi carrera, el ingeniero que supo ver el futuro del rock. Pero en realidad me hubiera gustado trabajar con ellos un par de años antes: en Let It Be y Abbey Road ellos ya estaban casi separados".
Alan Parsons, sobre su participación en dos discos de The Beatles (2005) 

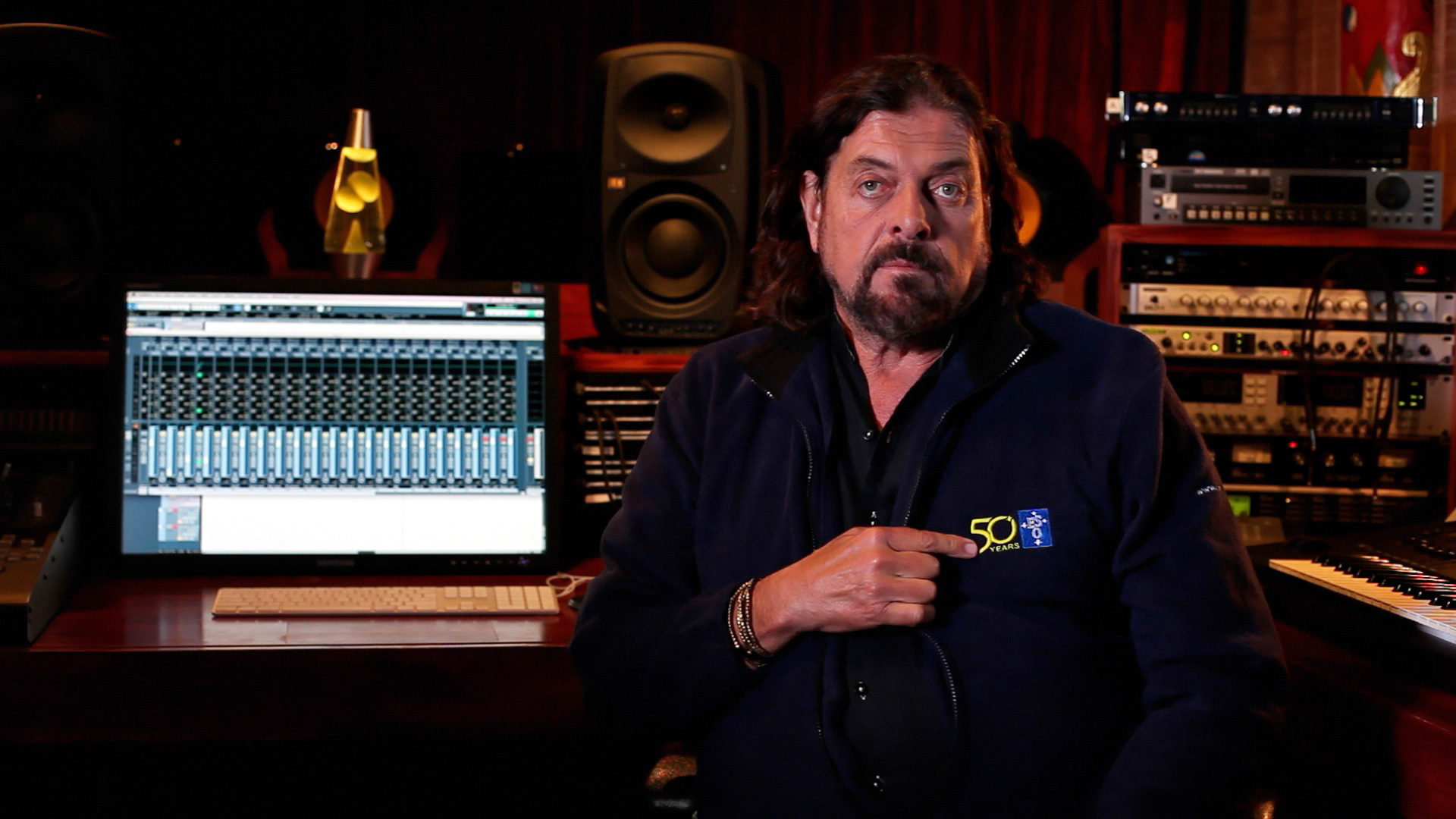
Alan Parsons en el 50 aniversario de la ESO

Su relación con EMI fue extensa en el tiempo y, tras la separación de The Beatles, Parsons siguió trabajando con Paul McCartney siendo el ingeniero de sonido en grabaciones de los Wings tales como Red Rose Speedway, Hi Hi Hi y C Moon. En esos años también trabajó con The Hollies en temas como «He Ain't Heavy He's My Brother» y «The Air That I Breathe» y con otros grupos musicales como Pink Floyd con quienes colaboró en el exitoso álbum The Dark Side of the Moon, trabajo por el que fue nominado al premio Grammy como ingeniero de sonido. Destaca también su mezcla cuadrafónica del disco aunque no es muy conocida. Según muchos, es mejor que el mix de James Guthrie, que realizó durante los años 2002 y 2003 para el SACD que recordaba su aniversario número 30.

"Trabajar con Pink Floyd es el sueño de cualquier ingeniero de sonido así que intenté sacar el máximo partido a la situación. The Dark Side Of The Moon se convirtió en una etapa crucial de mi carrera así que estaba altamente motivado. Era importante para mi y quería asegurarme que el trabajo se hiciera bien".
Alan Parsons sobre su trabajo con Pink Floyd (2002) 

Su decisión de entrar en el área de la producción resultó en una sucesión de éxitos interpretados por Pilot, Steve Harley & Cockney Rebel, John Miles y Al Stewart.

"Grabé tres álbumes con Al Stewart a fines de la década de 1970, que es notoriamente duro con los sibilantes o los sonidos S".
Alan Parsons sobre su trabajo con Al Stewart (2014) 

### The Alan Parsons Project
Con toda la experiencia acumulada, Alan Parsons se animó a dar un paso más en el negocio musical. En el comedor de los estudios Abbey Road conoció un día de 1974 a Eric Woolfson, entonces pianista de sesión, que había preparado durante mucho tiempo un homenaje musical a las obras de Edgar Allan Poe.
En 1976 se publicó el disco Tales Of Mystery And Imagination bajo el nombre The Alan Parsons Project. Eric ayudaría a Alan a enfocar a su carrera como artista y aunque empezaron a modo de empresa rápidamente procedieron a componer conjuntamente. La idea que lo convirtió en un proyecto: un grupo en el que se mezclaba una amplia gama de experimentados cantantes y músicos de estudio, que interpretaban la pulida y austera música compuesta por Parsons y Woolfson.

"En las grabaciones de The Alan Parsons Project, Eric Woolfson y yo siempre trabajábamos en un registro que nos convenía, porque en ese momento nunca sabíamos quién iba a ser el cantante."
Alan Parsons sobre su trabajo con Eric Woolfson (2014) 

El rol de Parsons era comparable al que un codirector o coproductor desempeña en las películas o en la televisión, cocreando el concepto, co-componiendo la música y co-contratando a artistas, mientras Woolfson es el hombre de la inspiración, co-cantando también en muchas de las composiciones. A esto se agrega la presencia de Andrew Powell, quien se sumó al proyecto en 1976 como co-arreglista y que aportó al grupo temas como «The Fall Of The House Of Usher» o «Total Eclipse». 
Nunca realizaron giras de presentación y únicamente un concierto en 1990, en la Night Of The Proms, poco antes de la disolución del grupo. 

"Mi proyecto musical no era cantar en directo, sino solo grabar discos. Empezamos a cantar en directo en 1995. Hemos esperado mucho, ya que empezamos a grabar en 1976 y, hasta casi 20 años después, no hubo conciertos"
Alan Parsons, sobre The Alan Parsons Project (2016) 

Bajo esta denominación Parsons y Woolfson publicaron 10 exitosos discos de estudio: I Robot (1977), Pyramid (1978), Eve (1979), The Turn of a Friendly Card (1980), Eye in the Sky (1982), Ammonia Avenue (1984), Vulture Culture (1985), Stereotomy (1986) y Gaudi (1987).

“Todavía pienso que nuestro primer disco fue el mejor, porque fue revolucionario, nuevo, fresco para su tiempo; pude plasmar ahí un montón de ideas que tenía atravesadas y me quería dar el gusto. Me parece que funcionaron bien en ese álbum. Si tuviera que elegir algún otro me parece que Stereotomy fue un disco muy bueno, sin tanto éxito como Eye in The Sky, que fue el que más vendió.”
Alan Parsons, sobre los discos de The Alan Parsons Project (2011) 

Juntamente con Woolfson, y paralelamente a la realización de The Turn Of A Friendly Card, prepararon un disco llamado The Sicilian Defence, que no se publicó hasta la edición en 2014 de una caja recopilatoria con toda la discografía de The Alan Parsons Project denominada The Complete Albums Collection. Era su "golpe sobre la mesa", para satisfacer de la manera más rápida posible el contrato que tenían en aquel entonces con Arista. The Sicilian Defence fue grabado y mezclado en tan sólo tres días.

“Es algo así como una pieza histórica que sirve para documentar el catálogo completo del grupo, pero no está entre lo mejor que hicimos, ni de lejos. El álbum nació bajo presión y no está cuidado, ni pulido, al mismo nivel que lo están todos los demás. No alcanza el nivel de los discos legítimos del Project.”
Alan Parsons sobre The Sicilian Defence (2014) 

En esta época Parsons también abordó su entrada en la televisión por medio de un programa llamado London Calling, que después se convertiría en un programa regular de MTV, y posteriormente ayudó a crear el canal musical de cable Music Box.

### Trayectoria en solitario
Después de The Alan Parsons Project en 1990 llega el divorcio artístico entre Parsons y Woolfson, causado por las sugerencias de Andrew Lloyd Webber, al querer convertir en una obra musical el que hubiera sido su undécimo álbum, Freudiana. Woolfson decidió proseguir su carrera compositora como autor de obras musicales, labor que hizo hasta su fallecimiento, y Parsons emprendió una nueva etapa como artista en solitario.
En 1993 se estrenó Try Anything Once, su primer disco en solitario y cuyo concepto trata de no tener justamente un concepto. A pesar de firmar en solitario el trabajo, Parsons se rodeó de gran parte del mismo equipo que ya trabajaba en el Project como los músicos Ian Bairnson, Andrew Powell o Stuart Elliott. Tras este estreno retornaría los álbumes conceptuales: On Air (1996), dedicado a la exploración aeronáutica, y The Time Machine (1999) inspirado por la novela homónima de H. G. Wells.

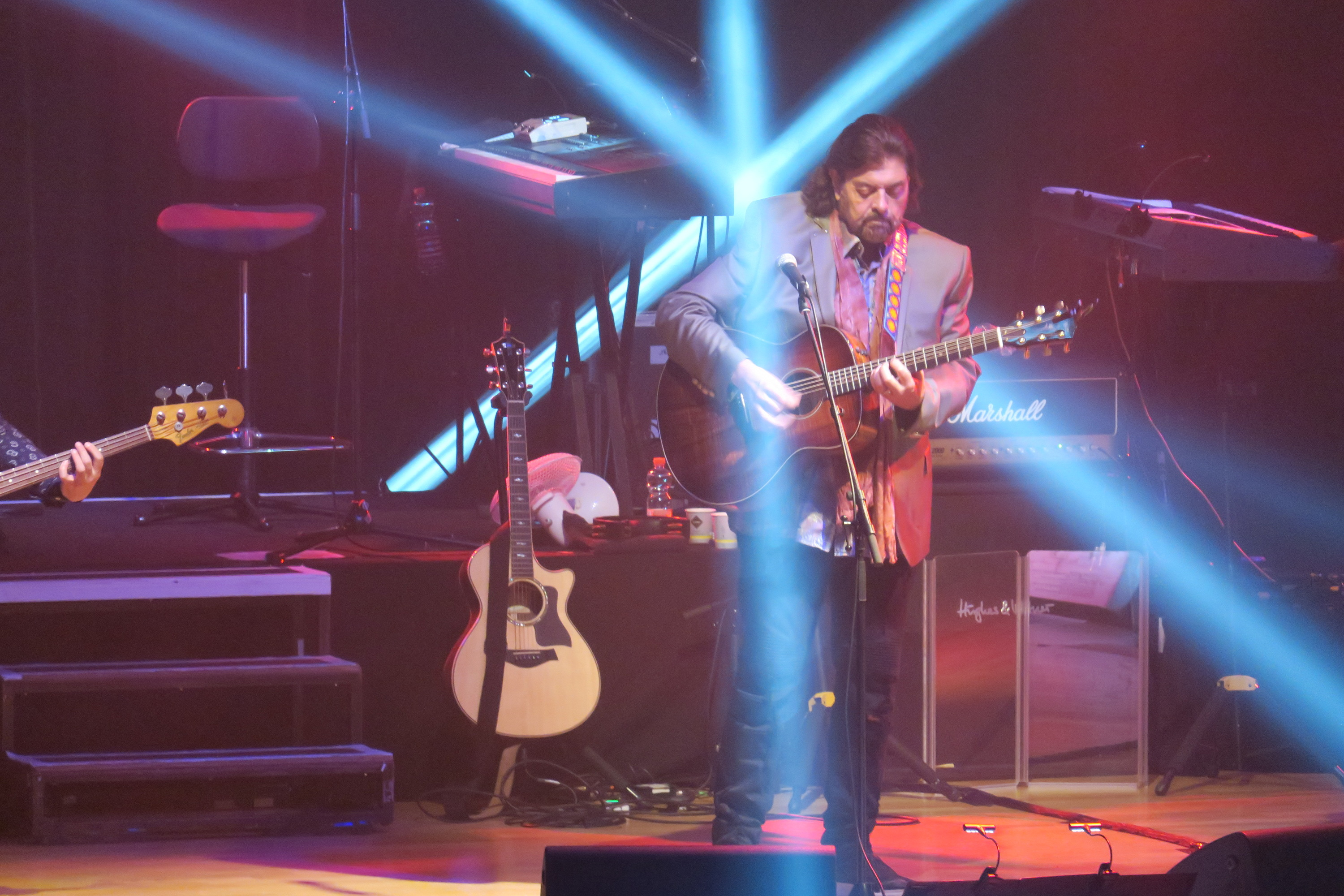
Alan Parsons durante la gira Alan Parsons Live Project (2017)

A Valid Path (2004), su cuarto álbum de estudio en solitario, marca un punto de inflexión al adentrarse en el sonido electrónico con la colaboración de artistas de la música electrónica alternativa, como The Crystal Method, Shpongle, Nortec Collective o Überzone, sin renunciar a la participación de David Gilmour del grupo Pink Floyd.

"La industria está cambiando y siento la necesidad de llegar a una audiencia diferente manteniendo mi identidad musical. La música electrónica es la categoría de mayor crecimiento en este momento y me gusta trabajar con nuevas personas y nuevas tecnologías".
Alan Parsons, sobre A Valid Path (2011) 

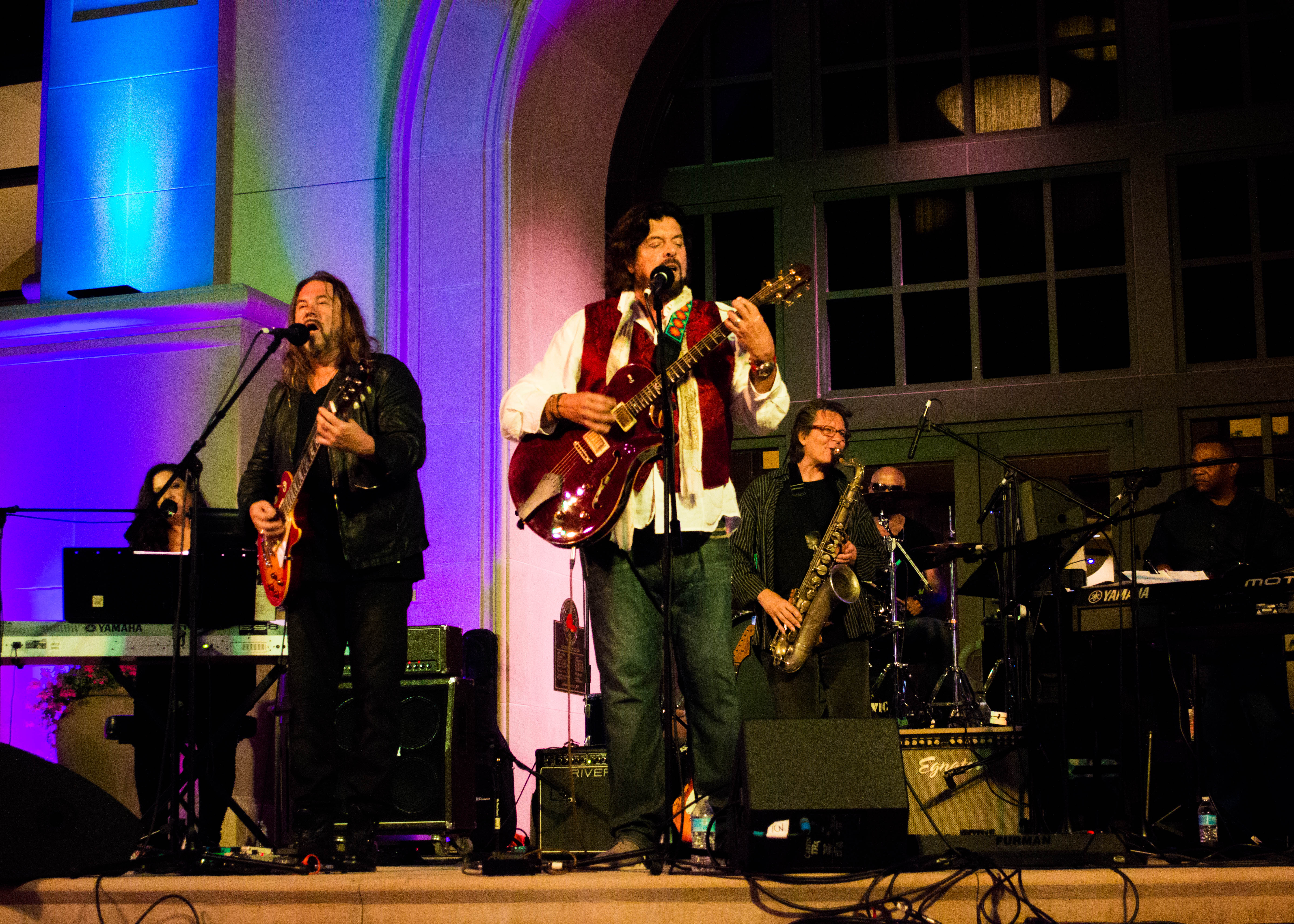
Alan Parsons durante el Temecula Film Festival (2014)

En diciembre de 2013 lanzó al mercado un nuevo sencillo «Fragile» declarando que, si llegaba a tener éxito, publicarían un nuevo álbum de estudio. 

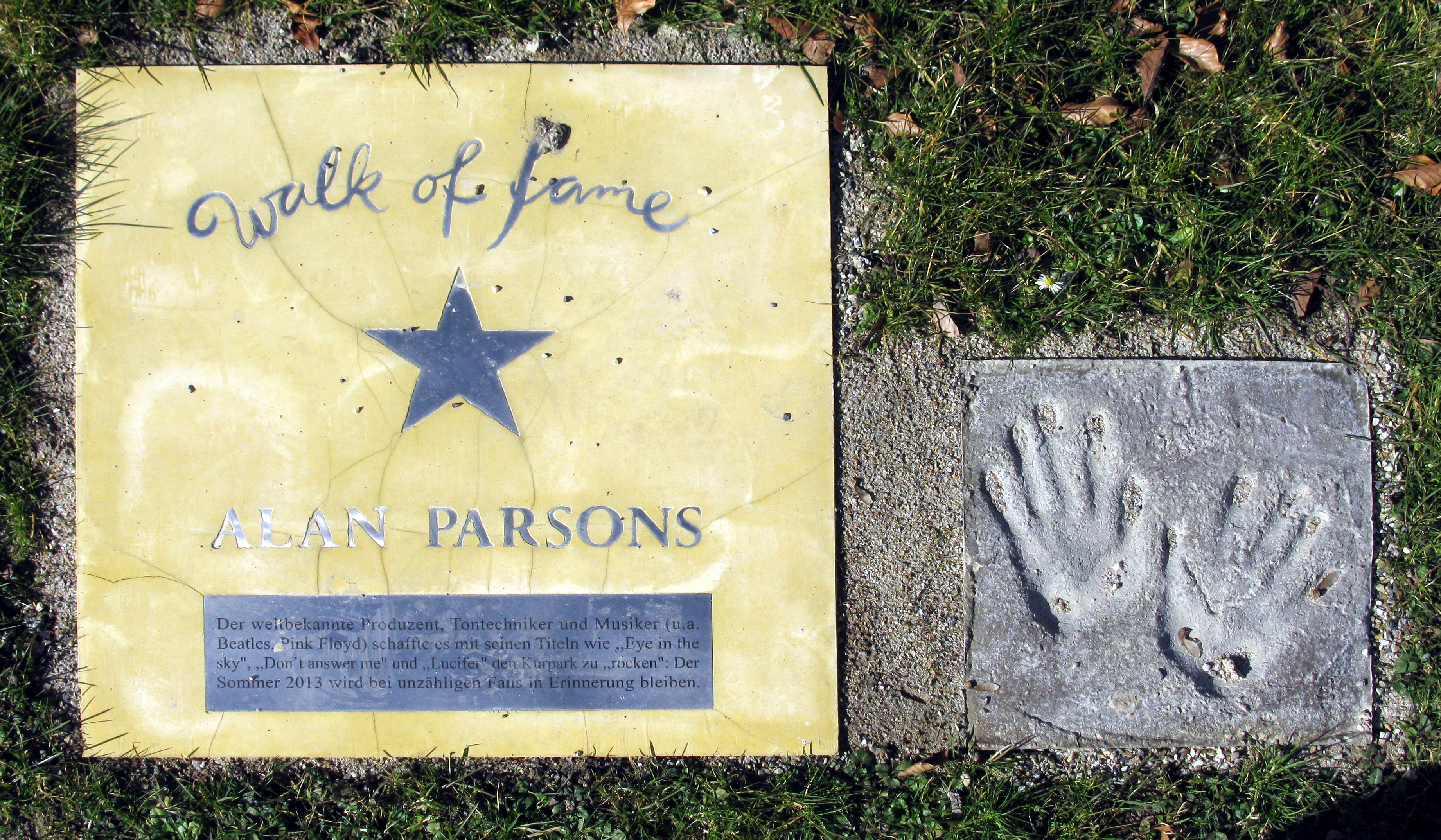
Estrella en el Paseo de la Fama en Bad Krozingen (Baden-Wurttemberg, Alemania) donde se reseñan las contribuciones de Alan Parsons con The Beatles, Pink Floyd y su propia trayectoria.

Posteriormente, además de grabar y tocar en vivo, Alan Parsons sigue ejerciendo labores de producción para otros artistas, compone bandas sonoras de películas, además de tener su propia compañía que se dedica a la mejora de la calidad de sonido en cine y televisión. De hecho se ha convertido en un referente del sonido envolvente 5.1, por trabajos como los de On Air.

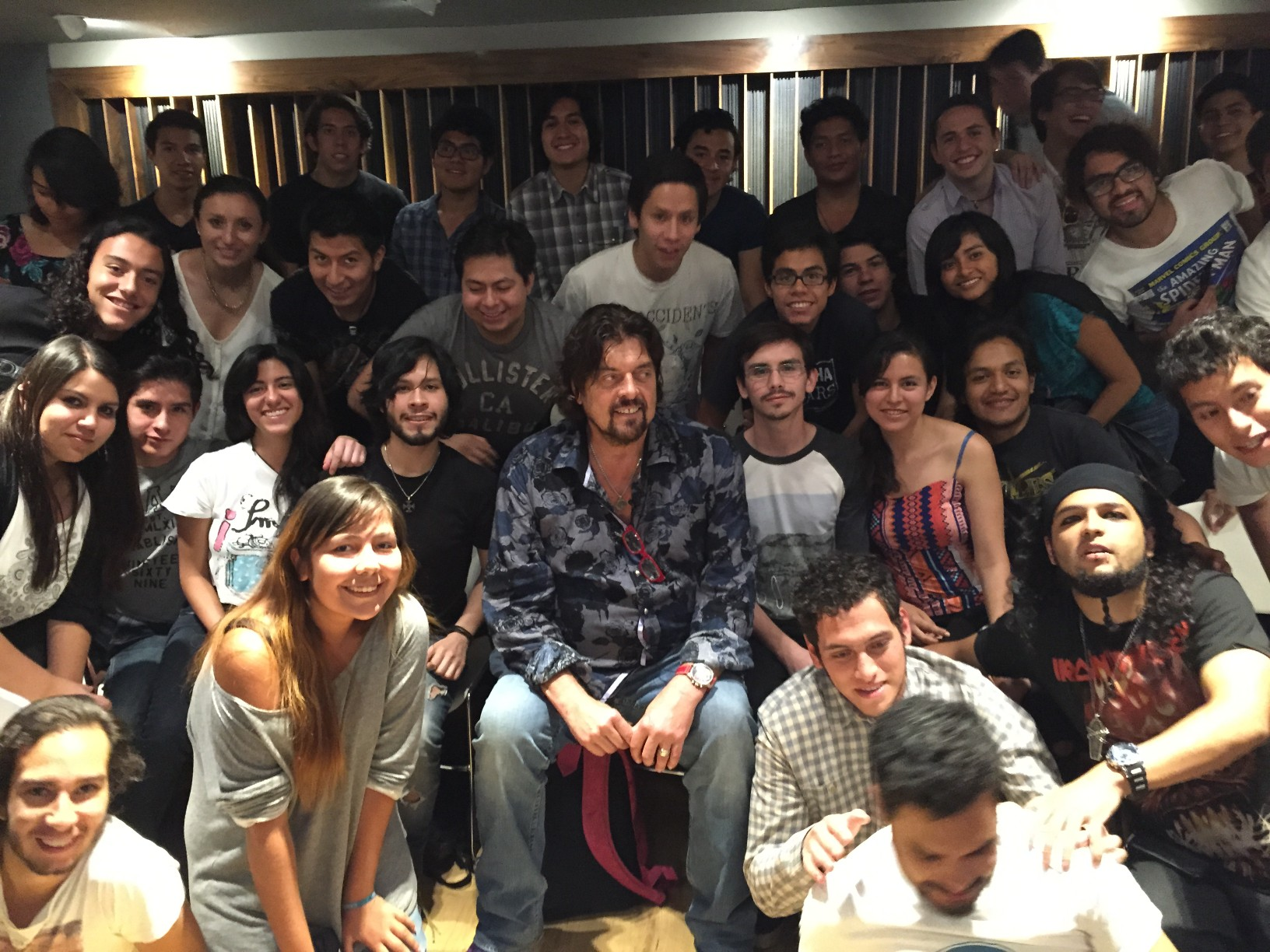
Alan Parsons con los alumnos de una clase magistral en el Parque Tecnológico de Monterrey (México)

En 2010 se publicó un documental en DVD y posteriormente libro, The Art And Science Of Sound Recording, que explica al público su notoria habilidad como ingeniero de sonido. Trabajó en colaboración con otros músicos e ingenieros y como resultado se publicó un sencillo llamado «All Our Yesterdays» en la que Alan tiene la voz principal.

“Creo que desde el primer día de trabajo como ingeniero yo intuía que en algún momento me gustaría transformarme en un productor. Pero para eso necesitaba adquirir experiencia. Lo que no tenía muy en claro es que después me transformaría en una persona que haría sus propios discos con canciones propias también. Estoy contento de que eso haya sucedido, porque si bien he sido un artista no muy convencional, me ha ido muy bien. Y ahora ha llegado para mí el momento de disfrutar de todo ese viaje.”
Alan Parsons, sobre su trayectoria (2011) 

El 26 de abril de 2019 salió a la luz su último disco de estudio, The Secret, escogiendo para la fecha la publicación de un vídeo de uno de los temas de su nuevo trabajo, «As Lights Fall», en el que mezcla animación e imagen real reflejando su trayectoria y en el que aparecen dibujados grupos como The Beatles o compositores como Eric Woolfson con los que ha trabajado.
En 2022, salió su nuevo álbum de estudio, "From the new world"

## Discografía

### Álbumes de estudio
- Con The Alan Parsons Project:
  - Tales of Mystery and Imagination (1976)
  - I Robot (1977)
  - Pyramid (1978)
  - Eve (1979)
  - The Turn of a Friendly Card (1980)
  - Eye in the Sky (1982)
  - Ammonia Avenue (1984)
  - Vulture Culture (1984)
  - Stereotomy (1985)
  - Gaudi (1987)

- Como solista:
  - Try Anything Once (1993)
  - On Air (1996)
  - The Time Machine (1999)
  - A Valid Path (2004)
  - The Secret (2019)
  - From the New World (2022)

### Discografía completa
| Fecha                                                 | Título | Discográfica                                                    | Listas | País  | N.º Catálogo  |
| ----------------------------------------------------- | --- | --------------------------------------------------------------- | ------ | ----- | ------------- |
| como parte de The Alan Parsons Project                | |                                                                 |        |       |               |
| Mayo de 1976                                          | Tales of Mystery and Imagination | Mercury                                                         | 38     | US    | CDS 4003      |
| Junio de 1977                                         | I Robot | Arista                                                          | 9      | US    | AL 7002       |
| Junio de 1978                                         | Pyramid | Arista                                                          | 26     | US    | SPART 1054    |
| Agosto de 1979                                        | Eve | Arista                                                          | 13     | US    | AL 9504       |
| Noviembre de 1980                                     | The Turn of a Friendly Card | Arista                                                          | 13     | US    | AL 9518       |
| Junio de 1982                                         | Eye in the Sky | Arista                                                          | 7      | US    | AL 9599       |
| 1983                                                  | The Best of the Alan Parsons Project | Arista                                                          | 53     | US    | 205 509       |
| February 1984                                         | Ammonia Avenue | Arista                                                          | 15     | US    | 206 100       |
| 1984                                                  | Vulture Culture | Arista                                                          | 46     | US    | AL8-8263      |
| Noviembre de 1985                                     | Stereotomy | Arista                                                          | 43     | US    | 259 050       |
| Enero de 1987                                         | Gaudi | Arista                                                          | 57     | US    | 258 084       |
| 1987                                                  | The Best of the Alan Parsons Project, Vol. 2 | Arista                                                          | –      | –     | ARCD-8486     |
| 1988                                                  | The Instrumental Works | Arista                                                          | –      | –     | 259 237       |
| 9 de octubre de 1989                                  | Pop Classics | Arista                                                          | –      | –     | 503.623       |
| 11 de octubre de 1990                                 | Freudiana | EMI                                                             | –      | –     | CDP 79 5415 2 |
| 15 de julio de 1997                                   | The Definitive Collection | Arista - BMG                                                    | –      | –     | 74321 51746 2 |
| 27 de julio de 1999                                   | Alan Parsons Project - Best Of | Arista - BMG                                                    | –      | –     | 74321660032   |
| 2 de agosto de 1999                                   | Alan Parsons Project - Greatest Hits Live |                                                                 | –      | –     |               |
| 3 de agosto de 1999                                   | Eye in the Sky – Encore Collection | BMG                                                             | –      | –     | 75517 44970-2 |
| 22 de agosto de 2002                                  | Works | Audiophile Legends                                              | –      | –     | APH 102.881   |
| 2003                                                  | Alan Parsons Project - Patinum & Gold Collection | BMG                                                             | –      | –     | 82876 52556 2 |
| 23 de marzo de 2004                                   | Ultimate | Arista - BMG                                                    | –      | –     | 82876 59212 2 |
| 1 de junio de 2004                                    | Extended Versions: The Encore Collection Live | BMG                                                             | –      | –     | 755174869723  |
| 2006                                                  | Days Are Numbers (3 CD Compilation) | Arista                                                          | –      | –     | 88697016972   |
| 2007                                                  | The Essential Alan Parsons Project (2 CD Compilation) | Arista                                                          | –      | –     | 88697 04337 2 |
| 2010                                                  | The Collection | Sony                                                            | –      | –     | 88697808482   |
| 2014                                                  | The Complete Albums Collection: Tales of Mystery and Imagination, I Robot, Pyramid, Eve, The Turn of a Friendly Card, Eye in the Sky, Ammonia Avenue, Vulture Culture, Stereotomy, Gaudi y The Sicilian Defence | Arista - Sony Music - Island Records - Universal Music - Legacy | -      | -     | 88697890552   |
| 2015                                                  | All the Best | Arista                                                          | -      | -     | 88875117312   |
| En solitario - Discos de Estudio                      | |                                                                 |        |       |               |
| 6 de octubre de 1993                                  | Try Anything Once | Arista                                                          | –      | –     | 74321 16730 1 |
| 24 de septiembre de 1996                              | On Air | CNR Music                                                       | –      | –     | 530 00 99     |
| 28 de septiembre de 1999                              | The Time Machine | CNR Music                                                       | –      | –     | 2004320       |
| 24 de agosto de 2004                                  | A Valid Path | Artemis                                                         | –      | –     | ATM-CD-51562  |
| 26 de abril de 2019                                   | The Secret | Frontiers                                                       |        |       |               |
| En solitario - Discos en Vivo                         | |                                                                 |        |       |               |
| 1994                                                  | Alan Parsons Live | Arcade                                                          | –      | –     | 9902230       |
| 6 de abril de 2010                                    | Eye 2 Eye: Live In Madrid | Frontiers                                                       | –      | –     | FR CD 451     |
| Septiembre de 2013                                    | Alan Parsons LiveSpan | MFP                                                             | -      | -     | -             |
| Como ingeniero                                        | |                                                                 |        |       |               |
| 1969                                                  | Abbey Road (The Beatles) |                                                                 | 1      | UK US |               |
| 1970                                                  | Let It Be (The Beatles) |                                                                 | 1      | UK US |               |
| 1970                                                  | Atom Heart Mother (Pink Floyd) |                                                                 | 1 55   | UK US |               |
| 1973                                                  | The Dark Side of the Moon (Pink Floyd) |                                                                 | 2 1    | UK US |               |
| 1973                                                  | Red Rose Speedway (Wings) |                                                                 | 1      | US    |               |
| 1974                                                  | Hollies (The Hollies) |                                                                 | 28     | US    |               |
| 1975                                                  | Another Night (The Hollies) |                                                                 | 132    | US    |               |
| 1975                                                  | Ambrosia (Ambrosia) | 20TH Century                                                    | 22     | US    |               |
| 1976                                                  | Year of the Cat (Al Stewart) |                                                                 | 5      | US    |               |
| 2013                                                  | The Raven That Refused to Sing (And Other Stories) (Steven Wilson) | Kscope                                                          |        |       |               |
| Como productor                                        | |                                                                 |        |       |               |
| 1975                                                  | From the Album of the Same Name (Pilot) | EMI                                                             |        |       |               |
| 1975                                                  | The Psychomodo (Cockney Rebel) | EMI                                                             |        |       |               |
| 1975                                                  | The Best Years of Our Lives (Steve Harley & Cockney Rebel) |                                                                 | –      | –     |               |
| 1975                                                  | Second Flight (Pilot) |                                                                 | 48     | UK    |               |
| 1975                                                  | Modern Times (Al Stewart) |                                                                 |        |       |               |
| 1976                                                  | Rebel (John Miles) |                                                                 | 171    | US    |               |
| 1976                                                  | Year of the Cat (Al Stewart) |                                                                 | 5      | US    |               |
| 1976                                                  | Somewhere I've Never Travelled (Ambrosia) | 20TH Century                                                    | 79     | US    |               |
| 1978                                                  | Time Passages (Al Stewart) |                                                                 | 10     | US    |               |
| 1979                                                  | Lenny Zakatek (Lenny Zakatek) | A&M                                                             |        | US    |               |
| Marzo de 1984                                         | Keats (Keats) | EMI                                                             |        |       |               |
| 1985                                                  | Ladyhawke (Banda Sonora Original por Andrew Powell) | Atlantic Records                                                |        |       |               |
| 1993                                                  | Symphonic Music of Yes (London Philarmonic Orchestra) | RCA                                                             |        |       |               |
| 2012                                                  | Grand Ukulele (Jake Shimabukuro) | Mailboat Records                                                |        |       |               |
| Como Director Ejecutivo y Productor Producer / Mentor | |                                                                 |        |       |               |
| 1999                                                  | Turning the Tide (Iconic Phare) | Carrera Records                                                 | –      | –     |               |

## Premios y nominaciones
A lo largo de su trayectoria Alan Parsons ha obtenido 13 nominaciones en los Premios Grammy.
- 1973 – Pink Floyd – The Dark Side of the Moon - Nominado a Mejor ingeniero de grabación (no de música clásica)
- 1975 – Ambrosia – Ambrosia – Nominado a Mejor ingeniero de grabación (no de música clásica)
- 1976 – Ambrosia – Somewhere I've Never Travelled – Nominado a Mejor ingeniero de grabación (no de música clásica)
- 1976 – The Alan Parsons Project – Tales of Mystery and Imagination – Nominado a Mejor ingeniero de grabación (no de música clásica)
- 1978 – The Alan Parsons Project – Pyramid – Nominado a Mejor ingeniero de grabación (no de música clásica)
- 1978 – The Alan Parsons Project – Pyramid – Nominado a Productor del año
- 1979 – The Alan Parsons Project – Ice Castles – Nominado a Mejor Banda Sonora escrita para una película o especial de televisión
- 1979 – The Alan Parsons Project – Eve – Nominado a Mejor ingeniero de grabación (no de música clásica)
- 1981 – The Alan Parsons Project – The Turn of a Friendly Card – Nominado a Mejor ingeniero de grabación (no de música clásica)
- 1982 – The Alan Parsons Project – Eye in the Sky – Nominado a Mejor ingeniero de grabación (no de música clásica)
- 1986 – The Alan Parsons Project – «Where's The Walrus?» – Nominado a Mejor Canción Rock Instrumental
- 2006 – Alan Parsons – A Valid Path – Nominado a Mejor Álbum de Sonido Envolvente

También ha obtenido un Premio Grammy.
- 2018 - The Alan Parsons Project - Eye in the Sky (35th Anniversary Edition) - Premio a Mejor Álbum de Audio Inmersivo